# Brillia modesta
Brillia modesta är en tvåvingeart som först beskrevs av Johann Wilhelm Meigen 1830.  Brillia modesta ingår i släktet Brillia och familjen fjädermyggor. Inga underarter finns listade i Catalogue of Life.